# Michel Jonasz
Michel Jonasz (ur. 21 stycznia 1947 w Drancy) – francuski piosenkarz, autor piosenek i aktor.
Jest synem węgierskich emigrantów i w wieku 15 lat porzucił szkołę i zajął się twórczością artystyczną.
W 1966 roku ze swoim przyjacielem gitarzystą stworzyli zespół King Set. Zespół odniósł sukcesy w latach 1967-1968. Potem w 1968 roku rozpoczął karierę solową początkowo jako Michel Kingset, a od 1970 r. pod własnym nazwiskiem. Jednak dopiero od 1974 roku jego twórczość zyskała większą popularność. Jego popularność została ugruntowana na scenie francuskiej i Michel Jonasz łącznie wydał ponad 25 albumów, z których wiele zyskało status złotej lub platynowej płyty.

## Wybrana filmografia
- 1999: Babel
- 2003: Tango des Rashevski
- 2005: Dalida jako Bruno Coquatrix
- 2006: Czyja to kochanka? (La Doublure) jako André Pignon
- 2007: Agata kontra Agata jako Alexis